# Hans Christian Andersen (película)
Hans Christian Andersen (en España, El fabuloso Andersen; en Hispanoamérica, Hans Christian Andersen) es un musical dirigido por Charles Vidor con letra y música de Frank Loesser. Es una historia ficticia y romántica que gira alrededor de la vida del famoso poeta y cuentacuentos danés Hans Christian Andersen, personaje interpretado por Danny Kaye.
La película fue un éxito internacional de la época. No es una película biográfica, y se presenta como un cuento de hadas sobre el escritor. La mayor parte de la historia se cuenta por medio de canciones y bailes, e incluye los más famosos cuentos de Andersen.
Uno de los responsables de los decorados y del vestuario fue el pintor español Antoni Clavé.

## Sinopsis
Hans Christian Andersen es un zapatero en una pequeña ciudad de Dinamarca al que le gusta contar historias fantásticas a los niños, que lo adoran. Un día decide ir a Copenhague buscando fama y riqueza como escritor, y allí se enamora de Doro, una bella bailarina. Ella lo rechaza, pero antes le ha inspirado bellos cuentos, así que Hans vuelve a su ciudad, ahora ya como un escritor famoso.

## Reparto
- Danny Kaye: Hans Christian Andersen.
- Farley Granger: Niels.
- Zizi Jeanmaire: Doro.
- Joseph Walsh: Peter.
- Philip Tonge:[2] Otto.
- Erik Bruhn: el húsar del ballet en el hielo.
- Roland Petit: el príncipe del ballet La sirenita.[3]
- John Brown:[4]
- John Qualen: el burgomaestre.
- Jeanne Lafayette: Celine.
- Robert Malcolm: el portero de escenario.
- George Chandler: el padre de Gerta.
- Fred Kelsey: el guardia primero.
- Gil Perkins:[5] el guardia segundo.
- Peter Votrian: Lars.
- Barrie Chase:[6] bailarina en La sirenita.
- Sylvia Lewis:[7] bailarina en La sirenita.

## Premios

### Premios Óscar
| Categoría                           | Candidatura                               | Resultado | Ganador                                                                 |
| ----------------------------------- | ----------------------------------------- | --------- | ----------------------------------------------------------------------- |
| Mejor fotografía en color           | Harry Stradling Sr.                       | Nominado  | Winton C. Hoch y Archie Stout - El hombre tranquilo                     |
| Mejor diseño de producción en color | Richard Day, Antoni Clave, Howard Bristol | Nominado  | Paul Sheriff, Marcel Vertès - Moulin rouge                              |
| Mejor sonido                        | Gordon Sawyer                             | Nominado  | Bill Varney, Steve Maslow, La barrera del sonido                        |
| Mejor canción                       | Frank Loesser - Pulgarcita                | Nominado  | Dimitri Tiomkin (música), Ned Washington (letra) - Solo ante el peligro |
| Mejor banda sonora original         | Walter Scharf                             | Nominado  | Alfred Newman - Con una canción en mi corazón                           |

### Premios Globo de Oro
| Categoría                          | Candidatura | Resultado | Ganador                                   |
| ---------------------------------- | ----------- | --------- | ----------------------------------------- |
| Mejor película - Comedia o musical |             | Nominado  | Con una canción en mi corazón             |
| Mejor actor - Comedia o musical    | Danny Kaye  | Nominado  | Donald O'Connor - Cantando bajo la lluvia |